# Años 500
Los años 500 o década del 500 empezó el 1 de enero del 500 y terminó el 31 de diciembre del 509. 

## Acontecimientos
- Nacimiento de Belisario en el año 505, militar bizantino, famoso por sus conquistas que expandieron el Imperio bizantino.
- Concilio de Agda, en el año 506
- 507-510: Gesaleico, primer rey de los visigodos en Hispania.